# Parrocchia di Saint Catherine
La parrocchia di Saint Catherine  (in lingua inglese Saint Catherine Parish) è una delle quattordici parrocchie civili della Giamaica. Situata nella parte sud-orientale dell'isola, fa parte della Contea di Middlesex, con 499.645 abitanti (dato 2009).
Il capoluogo è Spanish Town, prima capitale della Giamaica, conosciuta precedentemente come San Jago de la Vega o Santiago de la Vega.